# Bundestagswahlkreis Aurich – Emden
Der Bundestagswahlkreis  Aurich – Emden (Wahlkreis 24) ist ein Wahlkreis in Niedersachsen für die Wahlen zum Deutschen Bundestag. Er umfasst den Landkreis Aurich und die kreisfreie Stadt Emden.
Der Wahlkreis gilt als eine der ausgeprägtesten SPD-Hochburgen in Deutschland. Hier waren deren Kandidaten bislang jedes Mal siegreich.

## Wahlkreisgeschichte
Der Wahlkreis war bei der Bundestagswahl 1949 die Nummer 1 der niedersächsischen Wahlkreise. Danach erhielt er die bundesweite Wahlkreisnummer 23. Er bestand ursprünglich aus der Stadt Emden, dem Landkreis Aurich und dem Landkreis Norden, der 1977 in den Landkreis Aurich eingegliedert wurde.
Zur Bundestagswahl 1965 wurde er aufgelöst. Die Stadt Emden und der Landkreis Norden gingen dabei an den Wahlkreis Emden – Leer und der Landkreis Aurich an den Wahlkreis Wilhelmshaven.
Zur Bundestagswahl 1980 wurde er in seiner alten Form wieder errichtet. Bis 1998 hatte er die Nummer 19, von 2002 bis 2009 die Nummer 25, seit 2013 die Nummer 24.
Bei der Bundestagswahl 2002 errang die SPD mit 61,7 Prozent das beste Zweitstimmenergebnis aller deutschen Wahlkreise, 2005 mit 55,9 Prozent das zweitbeste. 2009 errang die SPD nach hohen Verlusten von 17,1 Prozentpunkten erstmals seit Jahrzehnten kein Ergebnis jenseits der 50-Prozent-Marke.

## Wahlkreisabgeordnete
| Wahl          | Abgeordneter                                    | Abgeordneter                                    | Partei                                          | Stimmen in %                                    |
| ------------- | ----------------------------------------------- | ----------------------------------------------- | ----------------------------------------------- | ----------------------------------------------- |
| 1949          |                                                 | Georg Peters                                    | SPD                                             | 35,5                                            |
| 1953          | 43,0                                            | Georg Peters                                    | SPD                                             |                                                 |
| 1957          | 48,6                                            | Georg Peters                                    | SPD                                             |                                                 |
| 1961          | 48,6                                            | Georg Peters                                    | SPD                                             |                                                 |
| 1965 bis 1976 | siehe Wahlkreise Emden – Leer und Wilhelmshaven | siehe Wahlkreise Emden – Leer und Wilhelmshaven | siehe Wahlkreise Emden – Leer und Wilhelmshaven | siehe Wahlkreise Emden – Leer und Wilhelmshaven |
| 1980          |                                                 | Carl Ewen                                       | SPD                                             | 62,4                                            |
| 1983          | 57,1                                            | Carl Ewen                                       | SPD                                             |                                                 |
| 1987          | 58,7                                            | Carl Ewen                                       | SPD                                             |                                                 |
| 1990          | 56,9                                            | Carl Ewen                                       | SPD                                             |                                                 |
| 1994          |                                                 | Jann-Peter Janssen                              | SPD                                             | 57,1                                            |
| 1998          | 59,6                                            | Jann-Peter Janssen                              | SPD                                             |                                                 |
| 2002          | 61,4                                            | Jann-Peter Janssen                              | SPD                                             |                                                 |
| 2005          |                                                 | Garrelt Duin                                    | SPD                                             | 58,3                                            |
| 2009          | 44,4                                            | Garrelt Duin                                    | SPD                                             |                                                 |
| 2013          |                                                 | Johann Saathoff                                 | SPD                                             | 50,3                                            |
| 2017          | 49,6                                            | Johann Saathoff                                 | SPD                                             |                                                 |
| 2021          | 52,8                                            | Johann Saathoff                                 | SPD                                             |                                                 |
| 2025          | 41,2                                            | Johann Saathoff                                 | SPD                                             |                                                 |

## Wahlergebnisse

### Bundestagswahl 2025
| Kandidaten                                             | Kandidaten                   | Parteien/Listen     | Erststimmen | Erststimmen | Zweitstimmen | Zweitstimmen |
| Kandidaten                                             | Kandidaten                   | Parteien/Listen     | Stimmen     | %           | Stimmen      | %            |
| ------------------------------------------------------ | ---------------------------- | ------------------- | ----------- | ----------- | ------------ | ------------ |
|                                                        | Johann Saathoffgewählt im WK | SPD                 | 63.557      | 41,2        | 44.278       | 28,6         |
|                                                        | Joachim Kleen                | CDU                 | 34.070      | 22,1        | 36.007       | 23,3         |
|                                                        | Gunnar Ott                   | GRÜNE               | 7.790       | 5,0         | 12.748       | 8,2          |
|                                                        | Hendrik Hartmann             | FDP                 | 3.581       | 2,3         | 5.052        | 3,3          |
|                                                        | Arno Arndt                   | AfD                 | 31.160      | 20,2        | 32.547       | 21,0         |
|                                                        | Johann Erdwiens              | Die Linke           | 8.939       | 5,8         | 11.652       | 7,5          |
|                                                        | Diedrich Kleen               | Tierschutzpartei    | 4.303       | 2,8         | 2.502        | 1,6          |
|                                                        | —                            | dieBasis            | –           | –           | 384          | 0,2          |
|                                                        | —                            | Die PARTEI          | –           | –           | 641          | 0,4          |
|                                                        | —                            | FREIE WÄHLER        | –           | –           | 1.317        | 0,9          |
|                                                        | —                            | Piraten             | –           | –           | 248          | 0,2          |
|                                                        | —                            | Volt                | –           | –           | 594          | 0,4          |
|                                                        | —                            | PdH                 | –           | –           | 70           | 0,0          |
|                                                        | —                            | MLPD                | –           | –           | 34           | 0,0          |
|                                                        | —                            | BÜNDNIS DEUTSCHLAND | –           | –           | 161          | 0,1          |
|                                                        | —                            | BSW                 | –           | –           | 6.448        | 4,2          |
|                                                        | Detlev Krüger                | Einzelbewerber      | 1.024       | 0,7         | –            | –            |
| Gesamt                                                 | Gesamt                       | Gesamt              | 154.424     | 100         | 154.683      | 100          |
|                                                        |                              |                     |             |             |              |              |
| Ungültige Stimmen                                      | Ungültige Stimmen            | Ungültige Stimmen   | 1.275       | 0,8         | 1.016        | 0,7          |
| Wähler                                                 | Wähler                       | Wähler              | 155.699     | 82,0        | 155.699      | 82,0         |
| Wahlberechtigte                                        | Wahlberechtigte              | Wahlberechtigte     | 189.800     |             | 189.800      |              |
|                                                        |                              |                     |             |             |              |              |
| Quellen: Die Bundeswahlleiterin, Kandidaten – Ergebnis |                              |                     |             |             |              |              |

### Bundestagswahl 2021
Der Stimmzettel zur Bundestagswahl am 26. September 2021 umfasst 21 Landeslisten. Die Parteien haben folgende Kandidaten aufgestellt.
| Direktkandidat         | Partei           | Erststimmen in % | Zweitstimmen in % |
| ---------------------- | ---------------- | ---------------- | ----------------- |
| Joachim Kleen          | CDU              | 17,7             | 17,7              |
| Johann Saathoff        | SPD              | 52,8             | 43,3              |
| Sahra Buss             | FDP              | 8,7              | 8,9               |
| -                      | AfD              | -                | 8,2               |
| Stefan Maas            | GRÜNE            | 9,3              | 13,0              |
| Friedrich-Bernd Albers | DIE LINKE        | 3,6              | 3,4               |
| -                      | Die PARTEI       | -                | 0,8               |
| Diedrich Kleen         | Tierschutzpartei | 3,1              | 1,6               |
| Detlev Krüger          | FREIE WÄHLER     | 3,1              | 1,3               |
| -                      | PIRATEN          | -                | 0,3               |
| -                      | NPD              | -                | 0,1               |
| –                      | V-Partei³        | -                | 0,0               |
| –                      | ÖDP              | -                | 0,1               |
| -                      | MLPD             | -                | 0,0               |
| –                      | DKP              | -                | 0,0               |
| David Frerichs         | dieBasis         | 1,6              | 0,8               |
| –                      | du.              | -                | 0,1               |
| –                      | LKR              | -                | 0,0               |
| -                      | Die Humanisten   | -                | 0,1               |
| –                      | Team Todenhöfer  | -                | 0,1               |
| –                      | Volt             | -                | 0,1               |
| Anton Lenz             | Einzelbewerber   | 0,1              | -                 |

Johann Saathoff war bei der Bundestagswahl 2021 der Kandidat mit dem besten Erststimmenergebnis aller Bewerber in Deutschland und der einzige direkt gewählte Kandidat, der dies mit absoluter Mehrheit in seinem Wahlkreis erreichte.

### Bundestagswahl 2017
Zur Bundestagswahl 2017 am 24. September wurden 8 Direktkandidaten und 18 Landeslisten zugelassen.
| Direktkandidat          | Partei           | Erststimmen in % | Zweitstimmen in % |
| ----------------------- | ---------------- | ---------------- | ----------------- |
| Reinhard Hegewald       | CDU              | 27,6             | 28                |
| Johann Saathoff         | SPD              | 49,6             | 37,8              |
| Uwe Ewen                | FDP              | 4,9              | 7,1               |
| Garrelt Agena           | GRÜNE            | 7,0              | 7,4               |
| Marcus Stahl            | DIE LINKE.       | 6,7              | 7,2               |
| Michael-Tillmann Berndt | PIRATEN          | 1,7              | 0,4               |
| –                       | NPD              | –                | 0,3               |
| –                       | Tierschutzpartei | –                | 0,8               |
| –                       | MLPD             | –                | 0,0               |
| –                       | AfD              | –                | 9,1               |
| –                       | DiB              | –                | 0,1               |
| –                       | DKP              | –                | 0,0               |
| Alrich Bartels          | FREIE WÄHLER     | 2,4              | 0,5               |
| –                       | BGE              | –                | 0,1               |
| Doris von Pentz         | Einzelbewerber   | 0,1              | –                 |
| –                       | DM               | –                | 0,1               |
| –                       | ÖDP              | –                | 0,1               |
| –                       | Die PARTEI       | –                | 0,7               |
| –                       | V-Partei³        | –                | 0,1               |

### Bundestagswahl 2013
Die Bundestagswahl 2013 fand am 22. September statt. Es wurden 14 Landeslisten zugelassen und im Wahlkreis 24 Aurich-Emden sechs daran angeschlossene Direktkandidaten: Direkt gewählt wurde Johann Saathoff von der SPD, Heiko Schmelzle gelang für die CDU der Einzug in den Bundestag über die niedersächsische Landesliste. Nicht wieder gewählt wurde Thilo Hoppe von den Grünen, der auf der Landesliste seiner Partei auf Platz acht gestanden hatte. Da die Liste aufgrund des im Vergleich zu 2009 schlechteren Wahlergebnisses für die Grünen nur bis Platz sechs „zog“, verlor er sein Mandat.
Mit einem Erststimmenergebnis von 50,3 Prozent holte Saathoff das zweitbeste Erststimmenergebnis für die SPD bundesweit nach Joachim Poß, der im Bundestagswahlkreis Gelsenkirchen 50,5 Prozent holte. Dies blieben die beiden einzigen mit absoluter Stimmenmehrheit geholten Mandate der SPD im Bund. Das Zweitstimmenergebnis von 43,8 Prozent bedeutete gegenüber 2009 eine Verbesserung um fünf Prozent für die SPD, blieb aber dennoch deutlich unter demjenigen in den Wahlen bis 2005, in denen die Sozialdemokraten über Jahrzehnte mehr als 50 Prozent der Stimmen gewannen. Gemeinsam mit dem Bundestagswahlkreis Herne – Bochum II bedeuteten die 43,8 Prozent jedoch das zweitbeste Zweitstimmenergebnis bundesweit, wiederum nach dem Wahlkreis Gelsenkirchen mit 44,0 Prozent.
Gegenüber der Bundestagswahl 2009 verloren sowohl Grüne als auch Linke und FDP. Mit einer Wahlbeteiligung von 69,9 Prozent wurde der Wert von 2009 (70,0 Prozent) noch einmal unterboten.
| Direktkandidat  | Partei           | Erststimmen in % | Zweitstimmen in % |
| --------------- | ---------------- | ---------------- | ----------------- |
| Heiko Schmelzle | CDU              | 32,3             | 32,4              |
| Johann Saathoff | SPD              | 50,3             | 43,8              |
| Stephan Bünting | FDP              | 1,6              | 3,3               |
| Thilo Hoppe     | GRÜNE            | 9,6              | 8,3               |
| Marco Notman    | DIE LINKE.       | 4,8              | 4,96              |
| –               | PIRATEN          | –                | 1,4               |
| –               | NPD              | –                | 1,0               |
| –               | Tierschutzpartei | –                | 0,8               |
| –               | MLPD             | –                | 0,0               |
| –               | AfD              | –                | 3,1               |
| –               | pro Deutschland  | –                | 0,1               |
| –               | REP              | –                | 0,1               |
| Klaus Klitzsch  | FREIE WÄHLER     | 1,4              | 0,5               |
| –               | PBC              | –                | 0,1               |

### Bundestagswahl 2009
Die Bundestagswahl 2009 hatte folgendes Ergebnis:
| Direktkandidat    | Partei                | Erststimmen in % | Zweitstimmen in % |
| ----------------- | --------------------- | ---------------- | ----------------- |
| Garrelt Duin      | SPD                   | 44,4             | 38,8              |
| Reinhard Hegewald | CDU                   | 25,8             | 24,6              |
| Cornelia Debus    | FDP                   | 7,1              | 10,4              |
| Thilo Hoppe       | Bündnis 90/Die Grünen | 11,1             | 10,4              |
| Martin Heilemann  | Die Linke.            | 10,1             | 11,5              |
| Horst Wagener     | NPD                   | 1,4              | 1,3               |
| –                 | Die Tierschutzpartei  | –                | 0,8               |
| –                 | RRP                   | –                | 0,5               |
| –                 | PIRATEN               | –                | 1,5               |
| –                 | MLPD                  | –                | 0,0               |

## Wahlergebnisse der Parteien seit 1949
| Wahl          | SPD                                             | CDU                                             | FDP                                             | Grüne                                           | Linke                                           | NPD / REP                                       | AFD                                             | DRP                                             |                                                 |
| ------------- | ----------------------------------------------- | ----------------------------------------------- | ----------------------------------------------- | ----------------------------------------------- | ----------------------------------------------- | ----------------------------------------------- | ----------------------------------------------- | ----------------------------------------------- | ----------------------------------------------- |
| 2021          | 43,3 %                                          | 17,7 %                                          | 8,9 %                                           | 13,0 %                                          | 3,4 %                                           | 0,1 %                                           | 8,2 %                                           | –                                               | Piraten 0,3 %                                   |
| 2017          | 37,8 %                                          | 28,0 %                                          | 7,1 %                                           | 7,4 %                                           | 7,2 %                                           | 0,3 %                                           | 9,1 %                                           | –                                               | Piraten 0,4 %                                   |
| 2013          | 43,8 %                                          | 32,4 %                                          | 3,3 %                                           | 8,3 %                                           | 4,96 %                                          | 1,0 %                                           | 3,1 %                                           | –                                               | Piraten 1,4 %                                   |
| 2009          | 38,8 %                                          | 24,6 %                                          | 10,4 %                                          | 10,4 %                                          | 11,5 %                                          | 1,3 %                                           | –                                               | –                                               | Piraten 1,5 %                                   |
| 2005          | 55,9 %                                          | 24,9 %                                          | 6,2 %                                           | 6,2 %                                           | 4,5 %                                           | 1,1 %                                           | –                                               | –                                               | –                                               |
| 2002          | 61,7 %                                          | 24,0 %                                          | 6,0 %                                           | 5,6 %                                           | 1,0 %                                           | 0,5 %                                           | –                                               | –                                               | –                                               |
| 1998          | 61,6 %                                          | 25,8 %                                          | 4,4 %                                           | 4,9 %                                           | 0,9 %                                           | 0,7 %                                           | –                                               | –                                               | –                                               |
| 1994          | 56,0 %                                          | 29,2 %                                          | 6,0 %                                           | 5,9 %                                           | 0,9 %                                           | 0,7 %                                           | –                                               | –                                               | –                                               |
| 1990          | 55,3 %                                          | 30,9 %                                          | 7,1 %                                           | 4,6 %                                           | 0,3 %                                           | 0,7 %                                           | –                                               | –                                               | –                                               |
| 1987          | 57,0 %                                          | 28,6 %                                          | 6,4 %                                           | 7,4 %                                           | –                                               | 0,3 %                                           | –                                               | –                                               | –                                               |
| 1983          | 54,8 %                                          | 33,9 %                                          | 5,3 %                                           | 5,6 %                                           | –                                               | 0,1 %                                           | –                                               | –                                               | –                                               |
| 1980          | 60,3 %                                          | 28,5 %                                          | 9,2 %                                           | 1,6 %                                           | –                                               | 0,1 %                                           | –                                               | –                                               | –                                               |
| 1965 bis 1976 | siehe Wahlkreise Emden – Leer und Wilhelmshaven | siehe Wahlkreise Emden – Leer und Wilhelmshaven | siehe Wahlkreise Emden – Leer und Wilhelmshaven | siehe Wahlkreise Emden – Leer und Wilhelmshaven | siehe Wahlkreise Emden – Leer und Wilhelmshaven | siehe Wahlkreise Emden – Leer und Wilhelmshaven | siehe Wahlkreise Emden – Leer und Wilhelmshaven | siehe Wahlkreise Emden – Leer und Wilhelmshaven | siehe Wahlkreise Emden – Leer und Wilhelmshaven |
| 1961          | 47,5 %                                          | 36,0 %                                          | 10,1 %                                          | –                                               | –                                               | –                                               | –                                               | 1,5 %                                           | GDP 2,7 %, DFU 2,1 %                            |
| 1957          | 48,0 %                                          | 33,7 %                                          | 5,3 %                                           | –                                               | –                                               | –                                               | –                                               | 2,2 %                                           | GB/BHE 4,3 %, DP 6,0 %                          |
| 1953          | 40,3 %                                          | 28,1 %                                          | 11,7 %                                          | –                                               | 2,8 %                                           | –                                               | –                                               | 7,9 %                                           | GB/BHE 5,3 %, DP 2,9 %                          |
| 1949          | 35,5 %                                          | 13,4 %                                          | 10,0 %                                          | –                                               | 5,3 %                                           | –                                               | –                                               | 11,5 %                                          | DP 9,9 %                                        |